# 周景濤
周景濤，字松孫，號洵生，福建侯官人。清朝政治人物、進士出身。
光绪十八年（1892年）壬辰科二甲第六名进士。同年五月，改翰林院庶吉士，光緒二十年四月，散館，著以部属用，又改江蘇阜寧縣知縣。历官学部员外郎。工诗，著有《雁影斋诗》。《晚晴簃诗汇》收其诗作。